# Heinrich Siegel
Heinrich Siegel, född den 13 april 1830 i Ladenburg (Baden), död den 4 juni 1899 i Wien, var en tysk-österrikisk rättslärd.
Siegel blev 1853 privatdocent i Giessen samt 1857 extra ordinarie och 1862 ordinarie professor i Wien. Hans omfattande, högt ansedda författarskap faller till övervägande delen inom den tyska rättshistoriens område; särskilt känd är hans Deutsche Rechtsgeschichte (1886; 3:e upplagan 1895). Ledamot av vetenskapsakademien i Wien från 1862, offentliggjorde han i densammas "Sitzungsberichte" ett flertal rättshistoriska forskningsresultat. Han var även verksam som utgivare av äldre österrikiska rättskällor (weisthümer). En civilrättslig avhandling Das Versprechen als Verpflichtungsgrund im heutigen Recht (1873) tillvann sig mycken uppmärksamhet. År 1891 blev Siegel ledamot av österrikiska herrehuset.